# Пруди (Казахстан)
Пруди́ (каз. Пруды) — село у складі Абайського району Карагандинської області Казахстану. Входило до складу Самарського сільського округу. Ліквідоване 2023 року шляхом включення до складу адміністративно-територіальної одиниці та території села Самарка Самарського сільського округу, а потім зняте з облікових даних.
Населення — 19 осіб (2021; 42 у 2009, 92 у 1999, 146 у 1989).
Національний склад станом на 1989 рік:
- росіяни — 41 %.